# تخت كابود (كوشك)
تخت كابود (بالفارسية: تخت‌کبود) هي منطقة سكنية تقع في إيران في قسم كوشك الريفي. يقدر عدد سكانها بـ 47 نسمة بحسب إحصاء 2016.